# Тијера невада
Тијера невада (шп. tierra nevada — „снежна земља“) је највиши климатско-вегетацијски појас у Средњој и Јужној Америци, смештен изнад тијере еладе. Клима ових простора је изузетно негостољубива хладна и оштра. Температуре не прелазе изнад 0°C, а цео предео је окован снегом, ледом и бројним ледницима који се спуштају са највиши врхова. Вегетација одсуствује, а само у најнижим деловима јавља се биљка љарета (Azorella compacta), карактеристична за висије Перуа. Највећи број ледника јавља се у Северним Андима на великим висинама, као и у Јужним Андима, где је њихова граница нижа. Тијера невада је ненасељена и потпуно сурова, захвата просторе изнад снежне границе, тј. изнад 4.000—4.500 метара. Овде се јављају највиши врхови Анда — Аконкагва, Котопаски, Монте Писис, Серо дел Торо и др. 